# Anguille (comics)
L'Anguille (Eel) est un super-vilain appartenant à l'univers de Marvel Comics. Deux personnes ont porté le costume de l'Anguille : le premier est apparu dans Strange Tales #112 et le deuxième dans Power Man and Iron Fist #92.

## Origine

### Leopold Stryke
Le premier, Leopold Stryke, gérait un zoo marin le jour et volait les banques la nuit. Il fut vaincu plusieurs fois par la Torche Humaine et les X-Men.
Il fut recruté par le Comte Nefaria, puis s'associa avec l'Homme-plante, le Porc-épic et l'Épouvantail.
Il fut par la suite recruté pour faire partie de l'Escouade des serpents.
Il fut tué par le Gladiateur à Las Vegas.

### Edward Lavell
Edward Lavell prit possession du costume et attaqua Iron Fist et Power Man pour libérer Hammerhead de prison. On le vit ensuite travailler pour le compte du Fantôme, mais ils furent vaincus par Spider-Man.
Il fit ensuite partie des Maîtres du Mal, qui furent battus par les Thunderbolts. 
On le revit dans un tournoi de combattants à Madripoor. Il fut vaincu et blessé par le Crapaud.

## DurantCivil War
Remis sur pied et rentré aux États-Unis, il fut appréhendé par les Thunderbolts et forcé à rejoindre leur armée. Il fit partie des super-vilains empoisonnés par le Punisher lors de la veillée pour l'Homme aux échasses, au Bar Sans Nom. Il survécut pourtant à l'explosion du bar.
Récemment, on le revit au sein d'une nouvelle Escouade des serpents, dirigée par Sin, la fille de Crâne Rouge.

## Pouvoirs
- Le costume de l'Anguille génère de l'électricité et isole totalement celui qui le porte. La puissance est telle que le tissu brille dans le noir.
- Un champ électrique entoure le porteur, aussi personne ne peut l'approcher sans être détecté.
- Les décharges peuvent assommer leur victime
- Le costume graisseux de l'Anguille et son agilité naturelle font de lui un adversaire difficile à attraper.